# 가우리카 싱
가우라카 싱(네팔어: गौरिका सिंह, 2002년 11월 26일 네팔 카트만두 ~ )은 네팔의 수영 선수이다. 남아시아 경기 대회에서 금메달 4개를 획득했으며, 
2016년 하계 올림픽 최연소 참가 선수이다.